# Унгарски пилоти от Формула 1
Тази страница представлява списък, който включва всички унгарски пилоти, които са вземали участие в световния шампионат на Формула 1, както техните резултати и статистики.

## Първият унгарски пилот участвал във Формула 1
| Година | Дата      | Пилот            | Конструктор          | Голяма награда | Писта       |
| ------ | --------- | ---------------- | -------------------- | -------------- | ----------- |
| 2003   | 24 август | Жолт Баумгартнер | Джордан-Форд-Косуърт | ГН Унгария     | Хунгароринг |

## Световни шампиони
- Унгарски пилот никога не е печелил световната титла.

## Резултати на унгарските пилоти във Формула 1
- до сезон 2022 включително

| N |         | Участия | Победи | ПП | НБО | Точки | Подиуми |
| 1 | Унгария | 20      | –      | –  | –   | 1     | –       |
| - | ------- | ------- | ------ | -- | --- | ----- | ------- |

| N | Пилот            | Участия | Победи | ПП | НБО | Точки | Подиуми |
| - | ---------------- | ------- | ------ | -- | --- | ----- | ------- |
| 1 | Жолт Баумгартнер | 20      | –      | –  | –   | 1     | –       |